# Valenciana prosa
La valenciana prosa  es un estilo de redacción que se puso de moda en el Reino de Valencia hacia el XV y se extendió al resto de territorios que compartían esa misma lengua.
Se suele considerar como máximo exponente de este estilo a Joan Roís de Corella, sobre todo en lo que refiere a discursos, lamentaciones y parlamentos de sus protagonistas. Se sabe por las letras de batalla, que entre la nobleza valenciana tomó el grado de gran moda del refinamiento y que hacían verdaderos esfuerzos por expresarse de este modo.
Se considera que éste es uno de los dos "estilos del Tirant", representante de la gente rica y de cultura mientras que por el contrario el pueblo llano hablaba en un estilo muy diferente marcado por el uso abundante de frases hechas, juegos de palabras y expresiones caseras. Así pues, la valenciana prosa en la literatura se convertía en manos de Joanot Martorell en una forma de representar a la gente acomodada.
El significado del sintagma estilo de valenciana prosa ha sido interpretado de dos formas:
1. Los estudiosos de la literatura interpretan que es un estilo artizado, que quiere decir forma concreta de hacer literatura.
2. Los estudiosos de la lengua, en cambio, la interpretan simplemente como prosa hecha por autores valencianos.

Consistía básicamente en una arcaización pomposa y artificial de la lengua confundiendo la latinización con la culturización. Destacaba por ser un estilo retórico lleno de estructuras sintácticas complejas, abundancia de perífrasis verbales y continuas referencias clásicas al latín sin traducir. Este estilo es la culminación de latinización sintáctica iniciada con los autores humanistas. Es una prosa de gran exuberancia ornamental, con unas características de artificio, una prosa barroca y retórica. Algunas características son anteposición del adjetivo al nombre, colocación de epítetos a ambos lados del nombre, utilización de sinónimos innecesarios, uso de oraciones de infinitivo gerundio, participio, uso de perífrasis verbales.